# Референдум в Молдове (1994)
Референдум в Молдове 6 марта 1994 года — всенародное голосование в Молдове о сохранении суверенитета и территориальной целостности, которое было инициировано президентом Мирчей Снегуром.

## Вопрос референдума
Вы за то, чтобы Республика Молдова развивалась в качестве независимого и целостного государства в границах, признанных на день провозглашения суверенитета Молдовы,  продвигала политику нейтралитета и поддерживала  взаимовыгодные экономические отношения со всеми странами мира  и гарантировала своим гражданам равные права в соответствии с нормами международного права?
Имелась возможность ответить «да» или «нет».

## Законность проведения
Организацию проведения референдума взяла на себя специально организованная республиканская избирательная комиссия, после того как Центризбирком Молдовы отказался участвовать в его проведении. Референдум противоречил действующему закону о референдумах в Молдове, который гласил о том, что между последними общенациональными выборами и последующим референдумом должно пройти не менее 90 дней (до этого, 27 февраля, в Молдове прошли выборы Парламента). Также комиссия по вопросам проведения референдума должна формироваться Парламентом за 60 дней до его проведения.

## Результаты
| Выбор                         | Голосов   | %    |
| ----------------------------- | --------- | ---- |
| За                            | 1,722,602 | 97.9 |
| Против                        | 36,546    | 2.1  |
| Пустые, испорченные бюллетени | 49,146    | –    |
| Всего                         | 1,808,294 | 100  |
| Всего избирателей             | 2,407,964 | 75.1 |
| Источник: Nohlen & Stöver     |           |      |